# 3964 Данилевський
3964 Данилевський (3964 Danilevskij) — астероїд головного поясу, відкритий 12 вересня 1974 року.
Тіссеранів параметр щодо Юпітера — 3,305.